# Pedro Romero
Pour les articles homonymes, voir Romero.
Pedro Romero Martínez, né le 19 novembre 1754 à Ronda (Espagne, province de Malaga), mort le 10 février 1839 à Ronda, était un matador espagnol.

## Présentation
Pedro Romero appartient à une famille comptant de nombreux matadors parmi ses membres : son père, Juan Romero et son jeune frère José Romero furent eux aussi matadors ; son grand-père, Francisco Romero, est généralement considéré comme « l’inventeur » de la corrida, pour avoir été le premier à utiliser muleta et épée pour mettre à mort le taureau.
Il commence sa carrière en 1771 comme « seconde épée » dans la cuadrilla de son père, participant à trois novilladas dans les arènes de Jerez de la Frontera. Il se présente pour la première fois comme matador à Madrid en 1775. Commence alors sa rivalité avec « Costillares » et « Pepe Hillo ». Son talent dans le maniement de l’épée le fait surnommer « El Infalible ».
Il se retire en 1799, mais participe encore de manière épisodique à quelques corridas, avant de se retirer définitivement en 1806. Il prend alors la direction de l’Ecole de tauromachie de Séville, à laquelle il est nommé par ordonnance royale. Il y aura notamment pour élève Francisco Montes « Paquiro ».